# 卡尔萨迪利亚德洛斯瓦罗斯
卡尔萨迪利亚德洛斯瓦罗斯，是西班牙埃斯特雷马杜拉巴达霍斯省的一个市镇。总面积52平方公里，总人口854人（2001年），人口密度16人/平方公里。